# 大庄镇 (武功县)
大庄镇，是中华人民共和国陕西省咸陽市武功县下辖的一个乡镇级行政单位。

## 行政区划
大庄镇下辖以下地区：
贺家村、曹家村、大东村、大西村、北韩村、张堡村、圪捞村、许家村、布王村、北立节村、南立节村、坚强村、方寨村、乔寨村、北店村、南店村、段家湾村、王尧村、张寨村、枣林村、金牛村、孟王村、观音堂村、高村和文徐村。